# Janine Souchon
Pour les articles homonymes, voir Souchon.
Janine Souchon est une actrice française, née le 20 juin 1930 à Aubervilliers et morte le 6 janvier 2011 à Vigneux-sur-Seine .

## Biographie
Elle débute, au milieu des années 1960, dans le feuilleton de Yannick Andréi L'Abonné de la ligne U et, parallèlement, entame une double carrière sur les planches et au cinéma, le plus fréquemment distribuée dans des emplois « plébéiens » : concierges, contractuelles, ménagères, patronnes de bistrots, employées de maison, gardiennes d’immeubles, garde-malades…
Actrice fétiche des cinéastes Claude Pinoteau et Patrick Schulmann, elle a été en outre, de 1980 à 2006, l’une des interprètes récurrentes du rôle de Mrs. Smith dans La Cantatrice chauve sur la scène du Théâtre de la Huchette.

## Filmographie

### Cinéma
- 1970 : Les Camisards de René Allio
- 1971 : Rak de Charles Belmont
- 1973 : L'Événement le plus important depuis que l'homme a marché sur la Lune de Jacques Demy
- 1974 : La Gifle de Claude Pinoteau
- 1975 : Le Guêpier de Roger Pigaut
- 1976 : Cours après moi que je t'attrape de Robert Pouret
- 1977 : Gloria de Claude Autant-Lara
- 1977 : Nous irons tous au paradis d'Yves Robert (la secrétaire de Victor "Bouli" Lanoux, au téléphone dans les bureaux vides)
- 1978 : La Carapate de Gérard Oury
- 1979 : Courage fuyons d'Yves Robert
- 1980 : La Boum de Claude Pinoteau (contractuelle verbalisant Claude Brasseur)
- 1982 : La Boum 2 de Claude Pinoteau
- 1983 : Aldo et Junior de Patrick Schulmann
- 1984 : La Septième Cible de Claude Pinoteau
- 1986 : Les Oreilles entre les dents de Patrick Schulmann
- 1988 : L'Étudiante de Claude Pinoteau
- 1989 : Le Porte-plume de Marie-Christine Perrodin
- 1990 : La Neige et le Feu de Claude Pinoteau
- 1994 : Nelly et Monsieur Arnaud de Claude Sautet
- 1997 : Thérapie russe d'Éric Veniard
- 2001 : La Vie promise d'Olivier Dahan
- 2007 : 72/50 d'Armel de Lorme et Gauthier Fages de Bouteiller

### Télévision
- 1962 : Le Temps des copains de Robert Guez (série télévisée) : une infirmière (ép. 70, 85)
- 1967 : Le Fabuleux Grimoire de Nicolas Flamel, épisode de la série  Le Tribunal de l'impossible de Guy Lessertisseur : Dame Aliénor
- 1964 : L'Abonné de la ligne U de Yannick Andréi (série télévisée)
- 1971 : L'Heure éblouissante de Jeannette Hubert
- 1972 : Les dossiers de Maître Robineau de Jean Claude de Nesles, épisode : Le Disparu de Senlis
- 1972 : Les Cinq Dernières Minutes, épisode Le diable l'emporte de Claude Loursais
- 1973 : Les Cinq Dernières Minutes, épisode Un gros pépin dans le chasselas de Claude-Jean Bonnardot
- 1973 : Pour Vermeer de Jacques Pierre
- 1974 : Le deuil sied à Électre (trilogie d'Eugène O'Neill, réalisation télévisée de Maurice Cazeneuve : Louisa Amos
- 1974 : Ardéchois cœur fidèle de Jean Cosmos
- 1974 : Le Tribunal de l'impossible (TV) - épisode Agathe ou L'avenir rêvé de Yves-André Hubert et Michel Subiela
- 1974 : Jean Pinot, médecin d'aujourd'hui de Michel Fermaud
- 1974 : Un curé de choc (26 épisodes de 13 minutes) de Philippe Arnal
- 1974 : L'Accusée de Pierre Goutas
- 1975 : Les Brigades du Tigre, épisode Le défi de Victor Vicas
- 1977 : Cinq à sec de Michel Fermaud
- 1977 : Un juge, un flic de Denys de La Patellière, première saison (1977), épisode : Flambant neuf
- 1978 : Les Enquêtes du commissaire Maigret, épisode Maigret et les Témoins récalcitrants de Denys de La Patellière : Catherine, la bonne des Lachaume
- 1978 : La Vie comme ça de Jean-Claude Brisseau : Mlle Leblanc
- 1979 : Le Comte de Monte-Cristo de Denys de La Patellière
- 1979 : Les Quatre Cents Coups de Virginie de Bernard Queysanne
- 1980 : Le Curé de Tours de Gabriel Axel, d'après le roman d'Honoré de Balzac : Madame Fontange
- 1980 : Julien Fontanes, magistrat épisode Par la bande de François Dupont-Midy
- 1981 : Marie-Marie feuilleton de François Chatel
- 1985 : Les Enquêtes du commissaire Maigret, épisode : Maigret au Picratt's de Philippe Laïk
- 1985 : Le Réveillon de Daniel Losset : Jacky
- 1986 : L'Été 36 d'Yves Robert
- 1988 : Les Enquêtes du commissaire Maigret, série télévisée, de Gérard Gozlan épisode Le Notaire de Châteauneuf
- 1992 : Une famille formidable de Joël Santoni
- 2000 : H, (Saison 3 Episode 16) de Abd-el-Kader Aoun, Eliott Darmon & Eric Judor
- 1999-2002 : Courage, le chien froussard Voix de Muriel Eubbage

## Théâtre
- 1954 : Amédée ou Comment s'en débarrasser d'Eugène Ionesco, mise en scène Jean-Marie Serreau, Théâtre de Babylone
- 1967 : Le Revizor de Nicolas Gogol, mise en scène Edmond Tamiz, Comédie de Saint-Étienne Théâtre de l'Est parisien
- 1969 : Tartuffe de Molière, mise en scène Bernard Jenny, Théâtre du Vieux-Colombier
- 1969 : Noces de sang de Federico García Lorca, mise en scène Raymond Rouleau, Théâtre des Célestins
- 1971 : On ne badine pas avec l'amour d'Alfred de Musset, mise en scène Pierre Della Torre, Théâtre de Saint-Maur-des-Fossés
- 1971 : Le Roman de Flamenca de Guy Vassal, mise en scène de l'auteur et Gilles Léger, Hyères
- 1972 : Le Roman de Flamenca de Guy Vassal, mise en scène de l'auteur et Gilles Léger, Festival d'Aigues-Mortes
- 1974 : Qui rapportera ces paroles ? de Charlotte Delbo, mise en scène François Darbon
- 1974 : Le Roman de Flamenca de Guy Vassal, mise en scène de l'auteur et Gilles Léger, Festival Théâtral d'Albi, Festival d'Aigues-Mortes
- 1974 : Gilles de Rais de Guy Vassal, mise en scène de l'auteur, Festival Théâtral d'Albi, Festival d'Aigues-Mortes, Fêtes Médiévales de Génolhac
- 1975 : Marie d'Isaac Babel, mise en scène Bernard Sobel, Théâtre de Gennevilliers
- 1975 : Le Pavillon au bord de la rivière de Kuan Han Chin, mise en scène Bernard Sobel, Festival d'Avignon
- 1975 : Attendons la fanfare de Guy Foissy, mise en scène Alain Janey, Théâtre de la Cour des Miracles
- 1976 : Armistice au pont de Grenelle d'Éric Westphal, mise en scène Jean-Paul Cisife, Café-théâtre des Halles Le Fanal
- 1977 : Les Paysans d'Yvon Davis et Michèle Raoul-Davis d'après Honoré de Balzac, mise en scène Bernard Sobel, Théâtre de l'Est parisien
- 1981 : Les Sardines grillées d'après Jean-Claude Danaud, mise en scène Nicole Anouilh, Théâtre des Blancs-Manteaux
- 1984 : Attention à la petite marche de Christiane Lasquin, mise en scène Daniel Ivernel, Théâtre des Mathurins
- 1985 : Jardin sous la pluie d'Alain Laurent, mise en scène Théo Jehanne, Petit Odéon
- 1988 : Le Grand Standing de Neil Simon, mise en scène Michel Roux, Théâtre des Nouveautés
- 1998 : La Femme du boulanger de Marcel Pagnol, mise en scène Michel Galabru, Comédie des Champs-Élysées
- 1999 : Phèdre de Racine, mise en scène Jean-Luc Jeener, Théâtre du Nord-Ouest
- 2000 : Agnès de Catherine Anne, Théâtre du Nord-Ouest
- 2000 : Fantasio de Alfred de Musset, mise en scène collective, Théâtre du Nord-Ouest
- 2001 : Pol de Alain-Didier Weill, mise en scène Thierry Der'ven, Théâtre du Nord-Ouest
- 2001 : Transgéniquement votre de Jenny Bellay, mise en scène de l'auteur, Théâtre du Nord-Ouest
- 2001 : Aux survivants de Nicole Gros, mise en scène de l'auteur, Théâtre du Nord-Ouest
- 2001 : L'Intruse de Maurice Maeterlinck, mise en scène Sylvain Ledda, Théâtre du Nord-Ouest
- 2002 : Meurtre dans la cathédrale de T. S. Eliot, mise en scène Bernard Mallek, Théâtre du Nord-Ouest
- 2002 : Les Burgraves de Victor Hugo, mise en scène Damiane Goudet, Théâtre du Nord-Ouest
- 2003 : Le roi se meurt de Eugène Ionesco, mise en scène Jean-Luc Jeener, Théâtre du Nord-Ouest
- 2003 : Les Amours de Don Perlimplin avec Bélise en son jardin de Federico Garcia Lorca, mise en scène Jan-Oliver Schroeder, Théâtre du Nord-Ouest
- 2005 : La Palatine : un exil pour mémoire(s), adaptation d’après les lettres de la Princesse Palatine, mise en scène Nicole Gros, Théâtre du Nord-Ouest
- 2005 : Les Acteurs de bonne foi de Marivaux, mise en scène Sylvain Ledda, Théâtre du Nord-Ouest
- 2005 : L'École des mères de Marivaux, mise en scène Hervé Masquelier, Théâtre du Nord-Ouest
- 2006 : Le Songe, mise en scène Diane de Segonzac, Théâtre du Nord-Ouest
- 2006 : Albertine en 5 temps de Michel Tremblay, mise en scène Isabelle Brannens, Théâtre du Nord-Ouest
- 2006 : Le Guichet et Témoin à décharge de Pierre Gripari et Jean Tardieu, mise en scène Guy Moign, Théâtre du Nord-Ouest
- 2006 : Du charnel au virtuel, collectif, Théâtre de la Tempête
- 2007 : Jean-Paul II N'ayez pas peur !, mise en scène Robert Hossein, Palais des sports de Paris